# Californische grondspecht
De Californische grondspecht (Colaptes chrysoides) is een vogel uit de familie Picidae (spechten).

## Verspreiding en leefgebied
Deze soort komt voor in de zuidwestelijke Verenigde Staten en noordwestelijk Mexico en telt vier ondersoorten:
- C. c. mearnsi: van zuidoostelijk Californië en centraal en zuidelijk Arizona tot noordelijk Sonora (noordwestelijk Mexico).
- C. c. tenebrosus: van noordelijk Sonora tot noordelijk Sinaloa (noordwestelijk Mexico).
- C. c. brunnescens: noordelijk en centraal Baja California (noordwestelijk Mexico).
- C. c. chrysoides: zuidelijk Baja California (noordwestelijk Mexico).